# Green Forum
Insamlingsstiftelsen Green Forum är en biståndsorganisation knuten till Miljöpartiet.
Stiftelsen bildades 1995 och har sedan dess bedrivit demokratibistånd i Östeuropa, Afrika och Latinamerika. Green Forum riktar sig främst till groende gröna partier och organisationer med ambitioner att bilda gröna politiska partier. Men Green Forum samarbetar även med andra organisationer i bredare demokratiprojekt. 
Metodmässigt strävar Green Forum efter decentralisering och att partners så långt möjligt ska ha ägandeskap över projekten. Fokus för insatser är framförallt unga och kvinnor. 